# Szeged legmagasabb építményei
Ez a szócikk Szeged város legmagasabb építményeit listázza.
| Kép | Név                            | Városrész      | Magasság (m) | Emeletek száma | Épült | Megjegyzés                                                                           |
| --- | ------------------------------ | -------------- | ------------ | -------------- | ----- | ------------------------------------------------------------------------------------ |
|     | Magyar Telekom adótorony       | Rókus          | 158          | –              | 1992  | 101 méter a „betontest" és 57 rajta az „acélcsutka".                                 |
|     | Szegedi tévétorony             | Újszeged       | 90           | –              | 1988  |                                                                                      |
|     | Fogadalmi templom              | Belváros       | 81           | –              | 1930  | Magyarország harmadik legnagyobb székesegyháza.                                      |
|     | Szent Rókus templom            | Rókus          | 72           | –              | 1909  |                                                                                      |
|     | Rókusi víztorony               | Rókus          | 66,5         | –              | 1985  |                                                                                      |
|     | 17 emeletes lakóház            | Újszeged       | 64           | 17             | 1977  | Szeged legmagasabb lakóháza 120 lakással.                                            |
|     | PICK-torony                    | Alsóváros      | 63           | –              | 1975  |                                                                                      |
|     | Újszegedi víztorony            | Újszeged       | 60           | –              | 1973  | Újszeged második legmagasabb épülete a maga 60 méterével.                            |
|     | Tarjáni víztorony              | Tarján         | 60           | –              | 1969  | Szeged második legmagasabb víztornya. A legmagasabb pontja 60 méter.                 |
|     | Alsóvárosi templom             | Alsóváros      | 58           | –              | 1827  | Szeged harmadik legmagasabb templomtornya. A legmagasabb pontja 58 méter.            |
|     | Szent István téri víztorony    | Belváros       | 54,9         | –              | 1904  | Szeged világszerte ismert jelképe, megépítésekor a világ legmagasabb víztornya volt. |
|     | Szent János templom            | Kiskundorozsma | 52           | –              | 1822  |                                                                                      |
|     | Új zsinagóga                   | Belváros       | 48,6         | –              | 1902  | Európa egyik legszebb, Magyarország második legnagyobb zsinagógája.                  |
|     | Honvéd téri református templom | Belváros       | 41           | –              | 1944  |                                                                                      |